# OR10H4
OR10H4 (англ. Olfactory receptor family 10 subfamily H member 4) – білок, який кодується однойменним геном, розташованим у людей на короткому плечі 19-ї хромосоми. Довжина поліпептидного ланцюга білка становить 316 амінокислот, а молекулярна маса — 35 765.
| 10         |  | 20         |  | 30         |  | 40         |  | 50         |
| ---------- |  | ---------- |  | ---------- |  | ---------- |  | ---------- |
| MPSQNYSIIS |  | EFNLFGFSAF |  | PQHLLPILFL |  | LYLLMFLFTL |  | LGNLLIMATI |
| WIEHRLHTPM |  | YLFLCTLSVS |  | EILFTVAITP |  | RMLADLLSTH |  | HSITFVACAN |
| QMFFSFMFGF |  | THSFLLLVMG |  | YDRYVAICHP |  | LRYNVLMSPR |  | DCAHLVACTW |
| AGGSVMGMMV |  | TTIVFHLTFC |  | GSNVIHHFFC |  | HVLSLLKLAC |  | ENKTSSVIMG |
| VMLVCVTALI |  | GCLFLIILSY |  | VFIVAAILRI |  | PSAEGRHKTF |  | STCVSHLTVV |
| VTHYSFASFI |  | YLKPKGLHSM |  | YSDALMATTY |  | TVFTPFLSPI |  | IFSLRNKELK |
| NAINKNFYRK |  | FCPPSS     |  |            |  |            |  |            |

A: Аланін

C: Цистеїн

D: Аспарагінова кислота

E: Глутамінова кислота

F: Фенілаланін

G: Гліцин

H: Гістидин

I: Ізолейцин

K: Лізин

L: Лейцин

M: Метіонін

N: Аспарагін

P: Пролін

Q: Глутамін

R: Аргінін

S: Серин

T: Треонін

V: Валін

W: Триптофан

Кодований геном білок за функціями належить до рецепторів, g-білокспряжених рецепторів, білків внутрішньоклітинного сигналінгу. 
Локалізований у клітинній мембрані, мембрані.